# Liste des singes de fiction

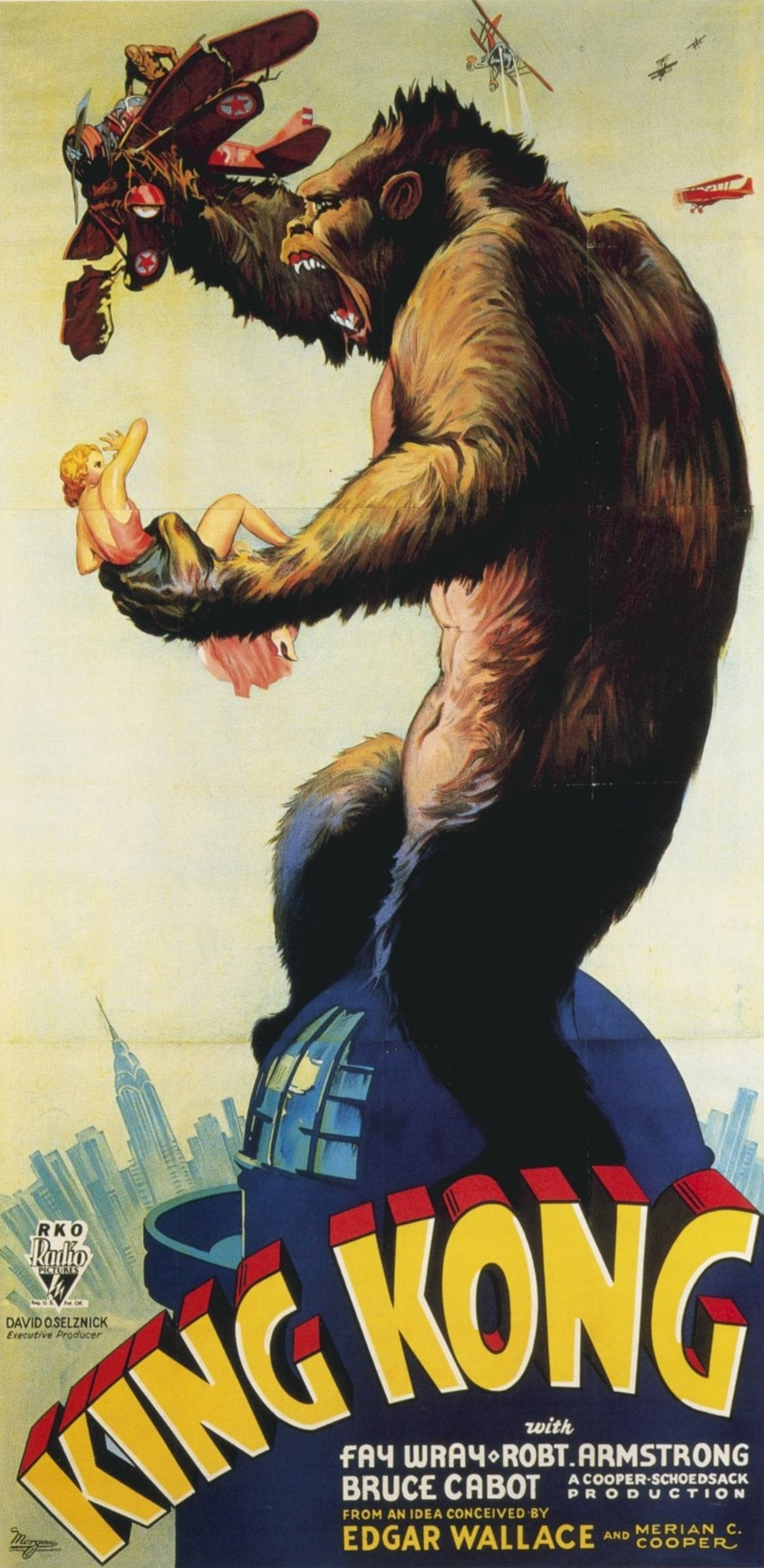
King Kong, sur le poster du film original de 1933.

Cette liste contient des singes présents dans des œuvres de fiction.

## Bandes-dessinées, comics et mangas
- Bubbles, singe Kaiô du nord qui entraîne Sangoku, dans le manga Dragon Ball ;
- Congo Bill, personnage de DC Comics ;
- Ultra-Humanite, personnage de DC Comics, ennemi de Superman ;
- Gorgilla, super-vilain créé par Marvel ;
- Homme-singe, super-vilain créé par Marvel ;
- Mandrill, super-vilain créé par Marvel ;
- Monsieur Mallah, super-vilain créé par DC Comics ;
- Gorilla Grodd, super-vilain de l'univers de DC Comics.
- Laurent Outang, orang-outan de l'univers de Mickey Mouse ;
- Ritsu Soma, dans le manga Fruits Basket : il représente le singe, et se transforme en singe au contact du sexe opposé ;
- Mojo Jojo, un des vilains combattant les Super Nanas.

## Cinéma
- Abu, petit singe d'Aladdin ;
- Cheeta, guenon chimpanzé dans Tarzan et sa compagne et autres adaptations du roman Tarzan of the Apes ;
- Katie, gorille dans le film Drôle de singe (Born to Be Wild - IMDB) ;
- King Kong, gorille géant de Skull Island ;
- Minkey, singe espion dans Spymate (IMDB) ;
- Rafiki, mandrill dans Le Roi lion ;
- Roi Louie, orang-outan régnant sur une troupe de macaques dans Le Livre de la jungle ;
- Cornélius, Zaïus et Zira, personnages du roman La Planète des singes ;
- Dexter, un capucin qui passe son temps à jouer des mauvais tour à Larry dans La Nuit au musée.
- Dodger, un capucin compagnon de la petite Eva dans Monkey Trouble, en français Eva et Dodger cassent la baraque.
- Joe Young, gorille d'Afrique protégé par Jill, une vétérinaire qui se considère comme sa sœur, dans le film Monsieur Joe et son remake.
- Jack, le singe immortel de Barbossa dans la saga Pirate des Caraïbes.
- Sun WuKong, roi des singes dans le film d'animation Le roi des singes contre le palais céleste.
- Jack Cruz, le singe soupçonné de meurtre dans le court métrage de David Lynch, Qu'a fait Jack?[1]

## Jeu vidéo
- La série Donkey Kong :
  - Donkey Kong, gorille de plusieurs jeux vidéo de Nintendo ;
  - Diddy Kong, petit chimpanzé meilleur ami de Donkey créé pour le jeu vidéo Donkey Kong Country ;
  - Cranky Kong, le grand père de Donkey Kong ;
  - Wrinkly Kong, amie de Cranky Kong ;
  - Dixie Kong, copine de Diddy Kong ;
  - Funky Kong, ami de Diddy et Donkey Kong ;
  - Kiddy Kong, cousin de Dixie Kong ;
  - Swanky Kong, proche ou frère de Donkey Kong ;
  - Donkey Kong Junior, fils de Donkey Kong.
- Winston, un personnage du jeu vidéo Overwatch sorti en 2016 et édité et développé par Blizzard Entertainment.

## Littérature et bande dessinée
- Le bibliothécaire de l'Université invisible est un personnage du Disque-monde ;
- Bosse-de-Nage, babouin hydrocéphale du roman Gestes et opinions du docteur Faustroll, pataphysicien d'Alfred Jarry ;
- Sun Wukong, singe accompagnant le bonze Xuanzang dans le roman Le Voyage en Occident de Wu Cheng'en ;
- Zira et autres singes évolués du roman La Planète des singes de Pierre Boulle, adapté dans plusieurs films ;
- Ishmael, gorille présent dans un roman du même nom ;
- Doogie, chimpanzé du roman de Tristan Garcia Mémoires de la jungle.
- Dans Les Animaux dénaturés, Vercors met en scène les Tropis, créatures entre singes et humains. Les principaux Tropis sont la femelle Derry qui s'accouple avec le journaliste Douglas Templemore, et Garry Ralph Templemore, fils issu de cet accouplement, mort au début du récit et cause du procès de Douglas.
- Ranko, gorille, dans L'Île Noire, aventure de Tintin, d'Hergé.
- Zéphir, chimpanzé espiègle et ami fidèle du roi Babar.
- Joli-Cœur, le capucin apprivoisé de Vitalis et Rémi dans le roman Sans Famille de Hector Malot.
- Jup, singe adopté par les naufragés de L'île mystérieuse de Jules Verne

## Télévision
- Babouche, compagnon d'aventure de Dora l'exploratrice ;
- Magilla le gorille, singe anthropomorphe représenté avec un chapeau melon sur la tête, un nœud papillon et un pantalon, dans Magilla le gorille.
- Marcel, capucin de Ross dans Friends (série télévisée) ;
- Darwin, chimpanzé dans La Famille Delajungle.
- Judith dans la série daktari
- Miguel, gorille bleu, un des As de la Jungle.
- Laurent Outang, orang-outan présentateur de talk-show dans Sonic Boom.

## Autres
- Kiki, peluche d'origine japonaise ;
- Jean-Marc, marionnette de l'humoriste et ventriloque français Jeff Panacloc.